# Zapopan
Zapopan nagyváros Mexikó Jalisco államának középső részén, a guadalajarai agglomeráció része. Lakossága 2010-ben meghaladta az 1,14 millió  főt.

## Földrajz

### Fekvése
A település a Nyugati-Sierra Madre és a Vulkáni-kereszthegység találkozásánál fekszik egy, a tenger szinte felett körülbelül 1500 méterrel található medencében. Egybeépült Guadalajara városával, mellyel és több kisebb községgel együtt egy 4,5 millió lakosú agglomerációt alkot. Zapopan ennek a várostömörülésnek az északnyugati részén terül el.

### Éghajlat
A város éghajlata forró, de nem szélsőséges, és nyáron csapadékos. Minden hónapban mértek már legalább 34 °C-os hőséget, de a rekord nem érte el a 40 °C-ot. Az átlagos hőmérsékletek a januári 16,8 és a májusi 24,2 fok között váltakoznak, fagy nem fordul elő. Az évi átlagosan 984 mm csapadék időbeli eloszlása rendkívül egyenetlen: a júniustól szeptemberig tartó 4 hónapos időszak alatt hull az éves mennyiség több mint 85%-a.
| Hónap                                   | Jan. | Feb. | Már. | Ápr. | Máj. | Jún. | Júl. | Aug. | Szep. | Okt. | Nov. | Dec. | Év   |
| --------------------------------------- | ---- | ---- | ---- | ---- | ---- | ---- | ---- | ---- | ----- | ---- | ---- | ---- | ---- |
| Rekord max. hőmérséklet (°C)            | 35,0 | 36,0 | 38,0 | 39,0 | 39,5 | 38,5 | 36,0 | 38,5 | 35,0  | 34,0 | 34,0 | 34,0 | 39,5 |
| Átlagos max. hőmérséklet (°C)           | 25,1 | 27,3 | 29,9 | 32,3 | 33,5 | 31,1 | 27,8 | 27,8 | 27,6  | 27,5 | 26,6 | 25,0 | 28,5 |
| Átlaghőmérséklet (°C)                   | 16,8 | 18,4 | 20,4 | 22,6 | 24,2 | 23,6 | 21,8 | 21,8 | 21,7  | 20,7 | 18,7 | 17,0 | 20,6 |
| Átlagos min. hőmérséklet (°C)           | 8,4  | 9,5  | 10,8 | 13,0 | 15,0 | 16,1 | 15,8 | 15,7 | 15,7  | 14,0 | 10,8 | 9,8  | 12,9 |
| Rekord min. hőmérséklet (°C)            | 1,0  | 1,0  | 3,5  | 6,0  | 7,0  | 7,0  | 7,0  | 6,0  | 8,0   | 8,0  | 4,0  | 0,0  | 0,0  |
| Átl. csapadékmennyiség (mm)             | 15   | 10   | 5    | 4    | 23   | 196  | 264  | 218  | 164   | 60   | 14   | 12   | 984  |
| Forrás: Servicio Meteorológico Nacional |      |      |      |      |      |      |      |      |       |      |      |      |      |

## Népesség
A település népessége a közelmúltban folyamatosan és gyorsan növekedett:
| Év   | Lakosság  |
| ---- | --------- |
| 1990 | 668 323   |
| 1995 | 850 315   |
| 2000 | 910 690   |
| 2005 | 1 026 492 |
| 2010 | 1 142 483 |

## Története
1160 és 1325 között déli irányból több különböző népcsoport (szapotékok, navatlok és maják) tagjai érkeztek a területre, többnyire a ma Profundónak nevezett patak partján telepedtek le. A népek egymással és újabb jövevényekkel is keveredtek, de végül a fő népalkotókká a tekók váltak. A lakosság mélyen vallásos volt, saját házcsoportjaikhoz külön napszentélyeket építettek, főként Teopiltzintli istent imádták. A település neve a tzapopantl navatl nyelvű szóösszetételből származik, aminek jelentése: „zapote fák közötti hely” (a zapote többféle növény neve is lehet). Bár már ezekben az időkben is sokan lakták, a nomád törzsekkel folytatott háborúskodás a hanyatlás útjára taszította a várost.
A spanyol hódítók Nuño de Guzmán vezetésével 1530-ban érkeztek meg, a mai települést 1541-ben alapították meg. Francisco de Bobadilla alkirály engedélyével Jalostotitlánból 130 indiánt indítottak útnak az egykori Tzapopan helyére, azonban közülük csak 103 érkezett meg életben és egészségben. Az akkortól Nuestra Señora de la Concepción de Tzapopannak nevezett település hivatalosan december 8-án jött létre. A székesegyház építését 1689-ben kezdték el.
1824. március 27-én Jalisco államot 26 departamentóra osztották, ekkor Zapopan az egyik ilyen egység székhelyévé vált és villa rangra emelkedett. 1873. január 28-án a közeli Mojonera nevű ranchónál Ramón Corona tábornok seregei vereséget mértek az El Tigre de Alica („Alica tigrise”) néven is ismert Manuel Lozada lázadóira.
1979-ben II. János Pál pápa meglátogatta a város székesegyházát. Zapopan 1991-ben kapta meg a ciudad rangot, amikor alapításának 450. évfordulójára nagyszabású ünnepségeket rendeztek.

## Turizmus, látnivalók

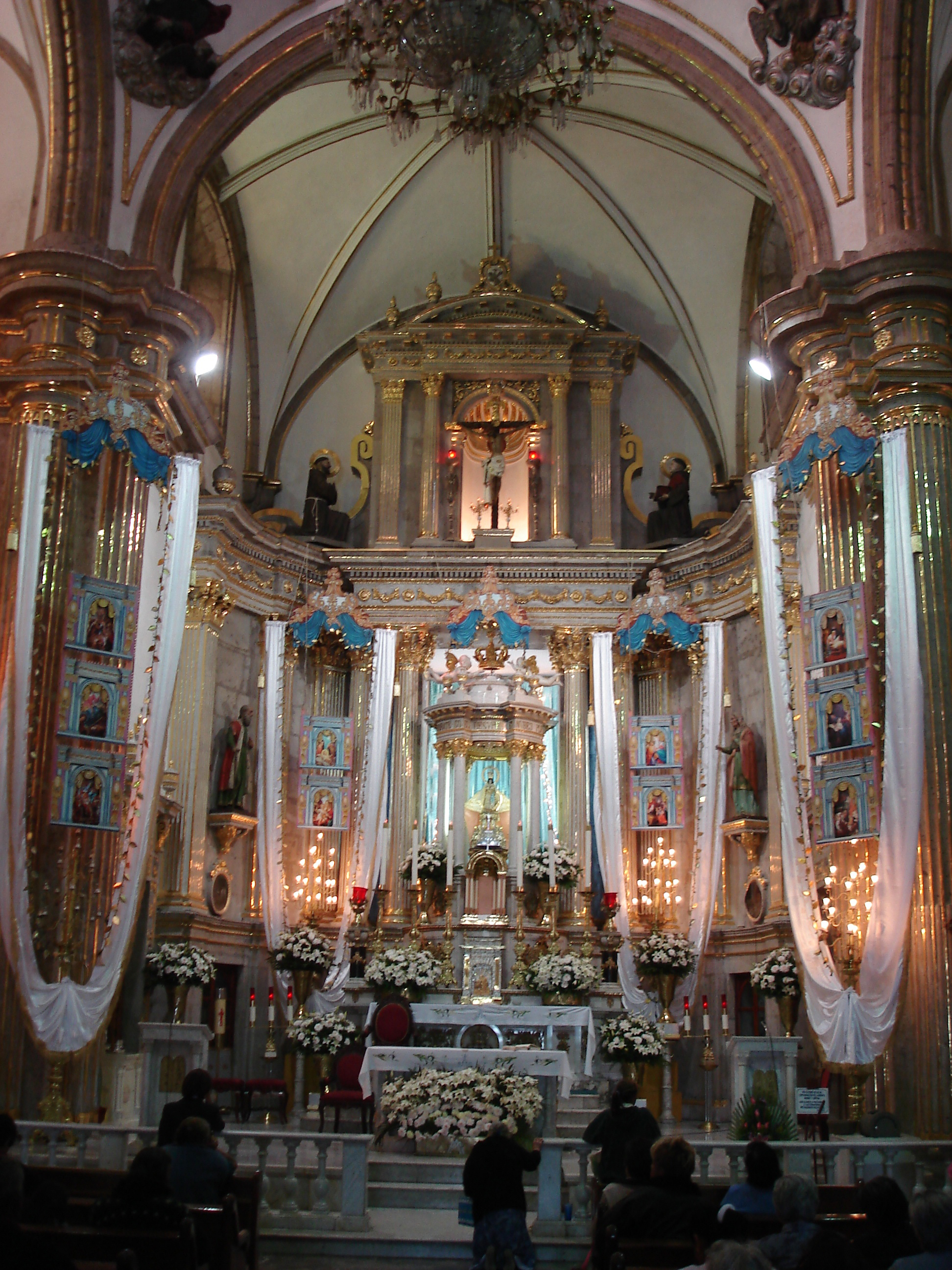
A székesegyház főoltára

A város területén több jelentős műemlék is található. 1689-ben kezdték építeni a székesegyházat, később azonban több alkalommal is átépítették. Benne őrzik a híres, 16. században indiánok által készített Virgen de Zapopan-képet is, valamint egy 1832-ben készült, Victoriano Acuña által készített Szent Család-szobrot. Az épület előtt terül el a Plaza de las Américas tér, ahol egy pavilon mellett a kukorica istenének és istennőjének bronzszobrát négy nagyméterű szökőkút szegélyezi.
A klasszicista stílusú Szent Péter apostol-templom építése a 19. században fejeződött be, a Capilla de la Purísima de Santa Ana Tepetitlán nevű kápolna pedig 17. századi. Eredetileg 1718-ban épült az Atemajac del Valle-templom, majd 1880-ban újjáépítették. A községi palota 1942-ben épült, de először iskola volt, mai szerepét csak 1968 óta tölti be. 1979-ben létesült a községi kulturális központ. A város egyik jelképe a több mint 20 méter magas, kőből készült, szobrokkal díszített városkapu, melyet az alapítók emlékére emeltek.
A mexikói történelem jeles személyiségei közül többen is szobrot kaptak a településen: 1910-ben, a mexikói függetlenségi háború kitörésének századik évfordulójára készült Miguel Hidalgo szobra, 1971-ben Benito Juárezé, 1982-ben Emiliano Zapatáé, egy évvel később pedig Venustiano Carranza és a nemzeti címer is emlékművet kapott.
Zapopanban található a Benito Albarránról elnevezett vadászati múzeum, ahol három teremben 270, vadászattal kapcsolatos darabot, főként a világ minden részéről származó kitömött állatokat állítanak ki. A Vicsol Múzeum a többek között Jalisco északi részén élő indián néptörzs, a vicsolok és rokonaik, a korák művészetét mutatja be.

## Sport
Bár Mexikó legnépszerűbb labdarúgócsapata, a Chivas az egész guadalajarai agglomerációt otthonának mondhatja, stadionjuk, az Estadio Akron Zapopan területén található. Ugyanez igaz az Estudiantes Tecosra is: az ő stadionjuk, az Estadio Tres de Marzo szintén ebben a városban van.